# Reinas sin corona
Reinas sin corona es una película dramática peruana de 2023 producida y dirigida por Gino Tassara y escrita por Tassara y Karla Velezmoro. Protagonizada por Daniela Romo, Francisca Aronsson y Alexandra Graña. Está inspirada en hechos reales de violencia y toma como referencia la historia de la niña Jimenita, "el monstruo de Pachacamac", "el monstruo de la bicicleta", "Clímaco: el loco del martillo", el ataque a Arlette Contreras, entre otros casos.

## Sinopsis
Jimena (Francisca Aronsson) vive atormentada buscando ayuda para denunciar los ataques que ha estado recibiendo, sin embargo su madre Sonia (Alexandra Graña) vive en un mundo paralelo. Su abuela Deifilia (Daniela Romo), que lidera una red de tráfico de menores, no será la mejor ayuda. Todos los que rodean a Jimena son cómplices de lo que está pasando, pero solo unos pocos intentarán ayudarla.

## Reparto
Los actores que participan en esta película son:
- Daniela Romo como Deifilia
- Alexandra Graña como Sonia
- Francisca Aronsson como Jimena
- Claudio Calmet como Leonardo
- Rossana Fernandez Maldonado como Luciana
- Katia Salazar como Alexandra
- Kukuli Morante como Miss Doris
- Matías Raygada como Alonso
- Omar García como Dario
- Julio Marcone como Don Elisban
- Mariano Ramírez como Leonardo (niño)
- Elena Romero como Lucrecia
- Edith Tapia como Ines
- Karla Medina como Karla
- Anaí Padilla como Miss Claudia
- Renato Bonifaz como Emiliano
- Gabriel Gonzáles como Flavio
- Günter Rave como Presentador de noticias
- Carla Tello como Reportera

## Producción
La fotografía principal de la película comenzó el 24 de marzo de 2022 en el Municipio de La Punta y finalizó el 10 de mayo del mismo año. La película fue filmada en México y Perú.

## Lanzamiento
La película estaba programada para estrenarse el 30 de marzo de 2023 en los cines peruanos, pero se adelantó al 8 de marzo de 2023 para coincidir con el Día Internacional de la Mujer.